# 富士急百貨店
株式会社富士急百貨店（ふじきゅうひゃっかてん）は、山梨県富士吉田市富士山駅（旧・富士吉田駅）にある駅ビル型専門店街「キュースタ（Q-STA）」を運営する富士急グループの企業である。
日本百貨店協会非加盟店。
かつては静岡県沼津市で同名の百貨店を運営していた。本稿では主に同店について記述する。

## 歴史・概要
1965年（昭和40年）12月1日に開業した富士急名店会館を拡張発展させる形で、1967年（昭和42年）10月1日に富士急百貨店を開店したのが始まりである。
JR沼津駅南口に建てられ、店舗の周囲に富士急グループのバスの乗降所を配したターミナル的な立地の店舗で、近隣にあった西武百貨店沼津店と共に沼津駅南口のにぎわいの中核となっていた。
鉄筋コンクリート造、地下2階、地上9階建ての建物のうち地下1階から地上6階までを売場として使用し、食品からファッション関連まで幅広い商品を扱うテナント40 - 50店舗を集めた専門店ビルの形態で営業していた。
2002年（平成14年）には耐震補強などの大規模改修を行ったが、その際に2012年（平成24年）4月までに全テナントとの契約が切れる定期借地権契約を結んで新規テナントにもこの期限での契約を求めたため、退店に伴う空きフロアへの後継店舗の招致が出来ず客足が減少する悪循環に陥り、更に、2009年（平成21年）10月に誘客力のあった有力テナントだった1階の化粧品店が近隣に完成した再開発ビルイーラdeに移転し、2010年（平成22年）2月に地下1階の食品スーパーのキミサワが赤字を理由に閉店するなど有力テナントの撤退が相次いだ。
こうしたテナントの流出により2010年（平成22年）1月末で28店舗まで減少していたが、さらに同年3月に1階の大半を占める婦人服3店舗が閉店や移転を決めるなどテナントの流出が続いている。
2010年（平成22年）3月時点で土地・建物を所有する富士急行は2012年（平成24年）4月以降について白紙とし、規模を大幅に縮小して営業を続けていた。
2019年（令和元年）6月、建物の老朽化に伴い残っていたテナント・案内所・オフィス等が10月から11月にかけて閉店または移転し、12月以降に解体される予定と報じられた。そして、実際に最後まで入居していたモスバーガー富士急沼津店の賃貸契約終了に伴い11月18日に閉店し、12月2日から解体工事が始まった。跡地の利用に関しては駅周辺鉄道高架事業の進展を見据えて検討するとされている。
また、「百貨店」を名乗っているが、売場は専門店が入居するファッションビル形態であり、かつ日本百貨店協会には加盟していないため、百貨店として扱われない場合がある。
なお、当店を運営していた株式会社富士急百貨店は、2005年（平成17年）12月にイトーヨーカドー富士吉田店が撤退した山梨県富士吉田市の富士急ターミナルビルを改装して、2006年（平成18年）3月31日にテナント48店を集めた専門店ビルキュースタ（Q-STA）を開業し、新たな主力事業としている。

## フロアガイドと主なテナント
2012年（平成24年）4月までに賃貸契約終了などですべてのテナントが撤退する見込みであったが、2019年（令和元年）10月時点ではモスバーガー富士急沼津店、ミーツ（100円ショップ）、富士急シティバスの案内所などが存在していた。なお、バス案内所は11月5日に向かいの沼津商連会館第一ビルに移転した。